# أهل الحديث
أهل الحديث هي اتجاه ومدرسة إسلامية سنية ظهرت في القرنين الثاني والثالث الهجريين (أواخر القرن الثامن والتاسع الميلادي) كحركة من علماء الحديث الذين اقتصروا في استمداد الأحكام الفقهية والعقيدة على القرآن والحديث. شكل أهل الحديث الكتلة الأكثر سلطة وهيمنة في الإسلام السني قبل ظهور المذاهب الفقهية.
في الفقه، كان أهل الحديث معارضين للفقهاء المعاصرين لهم، الذين كانوا يعتمدون في استنباط الأحكام على الرأي الفقهي المدروس، أو على العرف المحلي الحي. هؤلاء الفقهاء كانوا يُطلق عليهم أحيانًا بشكل سلبي اسم أهل الرأي للدلالة على اعتمادهم على الرأي الشخصي أو التقليد المحلي في القضايا التي لم يرد بها نصوص. أهل الحديث كانوا ينتقدون التقليد (أي اتباع آراء العلماء أو الرأي الفقهي من دون الرجوع إلى دليل من القرآن أو السنة). بالمقابل، كانوا يدعون إلى الاتباع، أي الالتزام بما جاء في القرآن والسنة والاعتماد على المعاني الحرفية للنصوص فقط، مع طلب الأدلة الشرعية لكل حكم. لاحقًا، بدأت المدارس الفقهية الإسلامية الأخرى تدريجيًا في قبول الاعتماد على القرآن والحديث الذي دعا إليه أهل الحديث كمرجع صالح،
في العقيدة، كان أهل الحديث في مواجهة مع المعتزلة والتيارات الأخرى، حيث استنكروا العديد من نقاط عقائدهم بالإضافة إلى الأساليب العقلانية المفرطة التي استخدمها المعتزلة في الدفاع والتبرير عن معتقداتهم. وكان من أبرزهم الإمام أحمد بن حنبل والذي يعد فيما بعد مؤسس مدرسة الأثرية في العقيدة.
ومن جهة أخرى تزعَّم ابن كُلَّاب جماعةً تتكوَّن أساسًا من طلاب الشافعي المباشرين والجيل الثاني، وكان منهم الكَرابيسي، والقَلانسي، والمحاسبي، والبخاري، وأبو ثور، وداود الظاهري. ولكن باستخدام المنهج العقلي (علم الكلام) للدفاع عن عقيدة أهل الحديث. تلاه من بعدها استخدم الأشعري نفس المنهج والذي سمي بالمنهج الكلامي أو علم الكلام، والذي كان المعتزلة يستخدمونه، استخدمه الأشعري للدفاع عن عقيدة أهل الحديث نفسها، مواصلًا الإرث الذي أورثه له ابن كُلَّاب، ليؤسس الأشعري أول مدرسة كلامية لإثبات عقائد أهل الحديث، تلاه من بعد الماتريدي.
في القرون التالية، أصبح مصطلح "أهل الحديث (مع مصطلحات أخرى مثل: أو أهل الأثر أو الأثرية أو الحنابلة) يشير إلى علماء المذهب الحنبلي والظاهرية الذين رفضوا استخدام علم الكلام، وتمسكوا بعقيدة أحمد بن حنبل وخاصةً داوود الظاهري. وقد دافعت عنها في العصر الحديث حركة السلفية. واستعمل مصطلح أهل الكلام للمدارس الأخرى والتي يدخل بها الأشاعرة والماتريدية من السنة، والفرق الأخرى التي استعملت نفس المنهج مثل المعتزلة والجهمية والكرامية.
ويُستخدم مصطلح «أهل الحديث» أحيانًا بمعنى أوسع للدلالة على الالتزام الشديد بالحديث وبآراء وأسلوب حياة معاصري محمد صلى الله عليه وسلم والأجيال الأولى من المؤمنين.

## الفرق بين أهل الحديثوأهل الرأي
أصحاب الحديث عرفهم الشهرستاني في كتابه الملل والنحل بأنهم الذين يعتمدون في استنباط الأحكام على النصوص، ولا يرجعون إلى القياس ما وجدوا خبراً أو أثراً، كما ذكر أن أهل الحديث هم أصحاب مالك بن أنس، وأصحاب محمد بن إدريس الشافعي، وأصحاب سفيان الثوري، وأصحاب أحمد بن حنبل، وأصحاب داود بن علي الأصفهاني.
وأصحاب الرأي هم أصحاب أبي حنيفة النعمان، ومن أصحابه محمد بن الحسن الشيباني، والقاضي أبو يوسف، وزفر بن هذيل، والحسن بن زياد اللؤلؤي وآخرون. ويقول إنما سموا أصحاب الرأي لأن عنايتهم بتحصل وجه من القياس، وبناء الحوادث على ذلك، وربما يقدمون القياس الجلي على آحاد الأخبار.
ويرى الأستاذ الدكتور عبد المجيد محمود أن هذا التقسيم ليس موضوعياً؛ لأن أصدق تقسيم يمكن أن يطبق على العلماء في القرن الثالث الهجري هو:
1. أهل الحديث.
2. أهل الرأي.
3. أهل الظاهر.

أما أهل الحديث فهم أحمد بن حنبل وإسحاق بن راهويه، وأصحاب الكتب الستة وغيرهم من المشتغلين برواية الحديث في هذا القرن. وأهل الرأي هم المالكية والشافعية والحنفية والحنبلية بعد وفاة أحمد بن حنبل.
وعرف الفكر الإسلامي بناءً على هذا، في مجال علوم الحديث بصفة خاصة مدرستين عرفت إحداهما بمدرسة أهل الرأي، والأخرى بمدرسة أهل الحديث، وسميت الأولى بهذا الاسم الذي عرفت به لأن مساحة الاجتهاد وحرية التفكير لديها كانت متسعة لإعمال العقل. وقد اشتدت المجادلة بين أهل الرأي وأهل الحديث، ولكنها مجادلة منشؤها طريقة الدراسة لا الهوى، كلهم يطلب الحق، وكلهم يسعى إليه، ولكن اختلاف الطرق شعب الأنظار، وأوجد ذلك الاختلاف في الفروع.
مدرسة أهل الرأي هي امتداد لمدرسة عمر وعبد الله بن مسعود اللذين كانا أكثر الصحابة توسعاً في الرأي فتأثر بهما علقمة النخعي (توفي سنة 60 هـ أو 70 هـ) أستاذ إبراهيم النخعي وخاله، وإبراهيم هو الذي تتلمذ عليه حماد بن أبي سليمان (توفي سنة 120 هـ) شيخ أبي حنيفة. ومدرسة أهل الحديث هي امتداد لمدرسة أولئك الصحابة الذين كان يحملهم الخوف والحذر من مخالفة النصوص على الوقوف عندها أمثال: عبد الله بن عمر بن الخطاب، وعبد الله بن عمرو بن العاص، والزبير وعبد الله بن عباس في الكثير الغالب.
ولقد شاع مذهب أهل الحديث في الحجاز لأسباب كثيرة، قد يكون من أبرزها: كثرة ما بأيديهم من الأحاديث والآثار، وقلة النوازل التي كانت تعرض لانتقال الخلافة، ومعظم وجوه النشاط إلى الشام، ثم إلى بغداد. فإمام أهل المدينة سعيد بن المسيب (توفي سنة 94 هـ) كان يرى أن أهل الحرمين لم يفتهم من الحديث والفقه شيء كثير، فلديهم فتاوى أبي بكر وعمر وعثمان وعلي قبل الخلافة، وعائشة وابن عباس وابن عمر وزيد بن ثابت وأبي هريرة ومروياتهم وفي هذا ما يغني عن استعمال الرأي.
أما مذهب أهل الرأي فقد شاع وانتشر في العراق، وكان علماء هذا الفريق يرون أن أحكام الشرع معقولة المعنى، مشتملة على مصالح راجعة للعباد وحكم شرعت لأجلها تلك الأحكام وأن على أهل العلم البحث عن تلك الحكم والعلل الضابطة، وربط الأحكام بها، وجعلها تدور وجوداً وعدماً معها، فإذا عثروا على تلك العلل فربما قدموا الأقيسة القائمة عليها على بعض أنواع الأحاديث إذا عارضتها.
ولقد ساعد على انتشار هذا المنهج في العراق كثرة الصحابة المتأثرين بمنهج عمر فيه أمثال ابن مسعود، وأبي موسى الأشعري، وعمران بن الحصين، وأنس بن مالك، وابن عباس وغيرهم. ثم انتقال الخلافة إليها وإقامة علي وأنصاره فيها. ولما ظهرت فيها الفرق من الشيعة والخوارج، واحتدمت الصراعات، وفشت حركة الوضع في الحديث اضطر علماؤها لوضع شروط في قبول الحديث لم يسلم معها من المروى لهم إلا القليل من مرويات الصحابة الذين أقاموا في العراق. كما أن النوازل والحوادث في تلك البيئة كانت أكثر من أن تواجه بذلك العدد من المروي.
وهكذا انقسم جمهور الأمة الذين لم يدخلوا فيما دخل فيه الخوارج أو الشيعة إلى «أهل الحديث» و«أهل الرأي» ويبدو أن التنابز بين الفريقين قد اشتد فصار «أهل الرأي» كثيراً ما ينبزون «أهل الحديث» بعدم الفقه وقلة الفهم، و«أهل الحديث» ينبزون «أهل الرأي» بالأخذ في دينهم بالظن، وبالبعد عن التثبت الواجب في أمور الدين والذي لا يتأتى بغير الاتباع والأخذ بالنصوص. والحق أن «أهل الرأي» يتفقون مع سائر المسلمين في أن من استبانت له السُنّة فليس له أن يدعها لقول، وكل ما أخذ عليهم مما اعتبر من مخالفتهم للسنة فعذرهم فيه أنه لم يصلهم فيه حديث، أو وصلهم ولم يثقوا به لضعف راويه، أو لوجود قادح فيه لا يراه غيرهم قادحاً، أو لأنه ثبت عندهم حديث آخر معارض لما أخذ به سواهم. كما أن أهل الحديث يتفقون مع أهل الرأي في وجوب اللجوء إليه حين لا يكون في المسألة نص، ومع ذلك فقد كان التنابز والتعاير بين الفريقين على أشده.

### بدء النزاع بين أهل الرأي وأهل الحديث
بدء النزاع بين الرأي والحديث وظهور أنصار لكل من المبدأين.
كبار الصحابة كانوا في العصر الأول يستندون في فتواهم إلى الكتاب ثم إلى السنة فإن أعجزهم ذلك أفتوا بالرأي وهو القياس بأوسع معانيه ولم يكونوا يميلون إلى التوسع في الأخذ بالرأي. ولما جاء الخلف وجد منهم من يقف عند الفتوى على الحديث ولا يتعداه، يفتي في كل مسألة بما يجده من ذلك، وليست هناك روابط تربط المسائل بعضاً ببعض، ووجد فريق آخر يرى أن الشريعة معقولة المعنى ولها أصول يرجع إليها فكانوا لا يخالفون الأولين في العمل بالكتاب والسنة ما وجدوا إليهما سبيلاً ولكنهم لاقتناعهم بمعقولية الشريعة وابتنائها على أصول محكمة فهمت من الكتاب والسنة كانوا لا يحجمون عن الفتوى برأيهم فيما لم يجدوا فيه نصاً كما كان يفعل الفريق الأول وفوق ذلك كانوا يحبون معرفة العلل والغايات التي من أجلها شرعت الأحكام وربما ردوا بعض أحاديث لمخالفتها لأصول الشريعة ولا سيما إذا عارضتها أحاديث أخرى وكان أكثر ظهور المبدأ في أهل العراق.
سأل ربيعة بن فروخ سعيد بن المسيب شيخ فقهاء أهل المدينة من التابعين عن عقل أصابع المرأة: ما عقل الاصبع الواحد؟ فقال عشرة من الإبل، فقال: فأصبعان؟ قال: عشرون، قال: فثلاث؟ قال: ثلاثون. قال فأربع؟ قال: عشرون! قال: فعند ما عظم جرحها نقص عقلها. فقال له سعيد: أعراقي أنت؟ هي السنة. وذلك أن سعيداً كان يقول إن المرأة تعاقل الرجل إلى ثلث الدية فإذا زادت على ذلك كانت ديتها على النصف من ديته، ومعنى تعاقل الرجل تكون ديتها كديته فأجرى ذلك على ظاهره ولو أدت إلى نتيجة غير معقولة لأنه لا شأن للعقل في التشريع، فالأصابع الثلاث ديتها أقل من ثلث الدية ولذلك كانت دية أصابعها الثلاثة ثلاثون رأساً أما الأربعة هي أكثر من الثلث ولذلك تكون ديتها على النصف من دية الرجل يعني عشرين رأساً وهذه نتيجة لم يفهم ربيعة وجهها فاستفهم سعيداً عنها لكن سعيداً لم يعجه هذا السؤال، وأخذ منه أن ربيعة ممن يجعل الرأي مجالاً في التشريع مع وجود النص كما شاع عن أهل العراق ولذلك قال له: أعراقي أنت؟ والعراقيون يقولون في هذا ديتها على النصف من دية الرجل في الأطراف كما في النفس ويرفضون مثل هذه النتيجة التي يحيلها العقل ويقولون إن المراد بالسنة في قول سعيد إنها السنة سنة زيد بن ثابت فإنه كان يفتي بذلك.
وجد بذلك أهل حديث وأهل رأي: الأولون يقفون عند ظواهر النصوص بدون بحث في عللها وقلما يفتون برأي والآخرون يبحثون عن علل الأحكام وربط المسائل بعضها ببعض ولا يحجمون عن الرأي إذا لم يكون عندهم أثر وكان أكثر أهل الحجاز أهل حديث وأكثر أهل العراق أهل رأي ولذلك قال سعيد بن المسيب لربيعة لما سأله عن علة الحكم: أعراقي أنت؟.
وممن اشتهر بالرأي والقياس من فقهاء العراق إبراهيم بن يزيد النخعي الكوفي فقيه العراق وهو شيخ حماد بن أبي سليمان شيخ أبي حنيفة الفقيه المقدم من أهل العراق وقد أخذ إبراهيم الفقه عن خاله علقمة بن قيس النخعي الكوفي وهو من متقدمي فقهاء التابعين من الطبقة الأولى منهم وكان أنبل أصحاب ابن مسعود. وكان إبراهيم يعاصر عامر بن شراحيل الشعبي محدث الكوفة وعالمها وكان الأمر بعيداً بينهما فإن الشعبي كان صاحب حديث وأثر إذا عرضت له الفتيا ولم يجد فيها نصاً انقبض عن الفتوى وكان يكره الرأي.
وقال مرة: أرأيتم لو قتل الأحنف وقتل معه صغير أكانت ديتهما سواء أم يفضل الأحنف لعقله وحلمه؟ قالوا: بل سواء، قال فليس القياس بشيء فالفرق بين الرجلين أن الشعبي ومن على طريقته من رجال الحديث والأثر يقفون عند السنة لا يتعدونها وينقبضون أن يقولوا بآرائهم فيما فيه سنة وما ليس فيه سنة ولا يحكم العقل في شيء من ذلك وليس هناك مصالح منضبطة اعتبرها الشارع في تشريعه يرجعون إليها عند الفتيا كأنه لا رابطة بين الأحكام الشرعية، وقد تألم سعيد بن المسيب شيخ فقهاء أهل الحديث من ربيعة لما سأله عن المعقول في دية الأصابع وكان أهل المدينة يسمون ربيعة بن أبي عبد الرحمن بربيعة الرأي بسبب بحثه في علل الشريعة حتى قال عبد الله بن سوار القاضي: ما رأيت أحداً أعلم من ربيعة بالرأي فقيل له ولا الحسن وابن سيرين؟ فقال: ولا الحسن وابن سيرين. أما إبراهيم النخعي ومن على طريقته من فقهاء العراق وبعض فقهاء المدينة فإنهم كانوا يستندون أيضاً في فتاويهم إلى الكتاب والسنة إلا أنهم فهموا أن هذه الشريعة لابد أن تكون لها مصالح مقصودة التحصيل من أجلها شرعت وصح لهم اعتبار هذه المصالح فجعلوها أساساً للاستنباط فيما لم يروا فيه كتاباً ولا سنة، ولهم في ذلك سلف صالح فإن الصحابة قاسوا في كثير من المسائل التي عرضت لهم ولم يكن عندهم فيها كتاب ولا سنة ولم تكن آراؤهم إلا نتيجة اعتبار تلك المصالح.
وكان أهل الحديث يعيبون أهل الرأي بأنهم يتركون بعض الأحاديث لأقيستهم وهذا من الخطأ عليهم ولم نرى فيهم من يقدم قياساً على سنة ثبتت عنده إلا أن منهم من لم يرو له الأثر في الحادثة أو روي له ولم يثق بسنده فأتى بالرأي فربما كان ما أفتى به مخالفة لسنة لم تكن بمعلومة له أو علمت ولكنه لم يثق براويتها أو عارضها ما هو أقوى في نظره كما روى سفيان بن عيينة قال: اجتمع أبو حنيفة والأوزاعي في دار الحناطين بمكة، فقال الأوزاعي لأبي حنيفة: ما لكم لا ترفعون أيديكم عند الركوع وعند الرفع؟ فقال أبو حنيفة: لأجل أنه لم يصح عن رسول الله ﷺ فيه شيء، قال: كيف؟ وقد حدّثني الزهري عن سالم عن أبيه، عن رسول الله ﷺ أنه كان يرفع يديه إذا افتتح الصلاة وعند الركوع وعند الرفع. فقال أبو حنيفة: حدثنا حماد عن إبراهيم عن علقمة والأسود عن ابن مسعود أن رسول الله ﷺ كان لا يرفع يديه إلا عند افتتاح الصلاة، ولا يعود إلى شيء من ذلك، فقال الأوزاعي: أحدثك عن الزهري عن سالم عن أبيه، وتقول حدّثني حماد عن إبراهيم؟ فقال له أبو حنيفة: كان حماد أفقه من الزهري، وكان إبراهيم أفقه من سالم، وعلقمة ليس بدون ابن عمر، وإن كان لابن عمر صحبة أو له فضل صحبة، فالأسود له فضل كثير وعبد الله هو عبد الله. فسكت الأوزاعي.
فمثل هذه المناقشة تبين أن الإثنين اتفقا في العمل بالحديث، ولكن أبا حنيفة لاحظ أولاً فقه الرواة. وهذه المحاورة تدل على ما كان لكل فريق عند الآخر وتدل على أن الجميع واقفون عند حد السنة متى وثقوا بها من روايتها. وكانت المناظرة برئية لا يقصد بها إلا إحقاق الحق، وكلهم من نور الشريعة مقتبس، ولو قرأنا الرسائل التي كانت بين الإمام مالك والليث بن سعد نجد الخلاف في وجهة النظر، مع أدب المناقشة، وحسن المودة، وسعة الصدر التي امتاز بها العلماء المحققون، لكن كراهة رجال الحديث للرأي وتخوفهم منه جعل لسان بعضهم ينزلق إلى مذمته. وقد نهى الأئمة الأربعة عن تقليدهم وذموا من أخذ أقوالهم بغير حجة، فقال الإمام الشافعي: الذي يطلب العلم بلا حجة، كمثل حاطب ليل، يحمل أفعى تلدغه وهو لا يدري...! وقد فرق الإمام أحمد بين التقليد والاتباع، فقال أبو داود: سمعته يقول: الاتباع أن يتبع الرجل ما جاء عن النبي ﷺ عن أصحابة، ثم هو بعد في التابعين مخير، وقال: لا تقلد مالكاً ولا الثوري ولا الأوزاعي، وخذ من حيث أخذوا، ومن قلة فقه الرجل أن يقلد في دينه الرجل. ومن هنا أصبح الرأي والاجتهاد ركناً أساسياً قامت عليه الثقافة الإسلامية.
ومن ذلك أن أهل الرأي كانوا يفتون في ضمان المصراة بأن المشتري يردها وقيمة ما احتلبه من لبنها وأهل الحديث كانوا يفتون بأن يردها وصاعاً من تمر، لحديث رواه أبو هريرة في ذلك، والمصراة: هي الشاة التي يختزن اللبن في ثديها بربطه حتى يظن الرائي أنها غزيرة اللبن فأهل الرأي يقولون إن قانون ضمان المتلفات في الشريعة إنما هو أن يرد مثلها إن كانت من ذوات الأمثال أو قيمتها إن كانت من ذوات القيمة وهذا الخبر يجعل المتلف مقدراً بما ليس بمثل ولا قيمة له وهذا يوجد شكاً في صحة الخبر إن كان بلغهم والظاهر أنه لم يبلغهم لأنا رأيناهم كثيراً ما ورد عليهم أحاديث مخالفة للقوانين العامة فعملوا بها وسموها استحساناً. وعلى الجملة، فقد امتاز هذا العصر بانقسام المفتين من حزب الجمهور فيه إلى أهل حديث، وأهل رأي، إلا أنه لم تكن هناك قواعد معلومة واضحة للمجتهدين لأن الفقه كان إلى ذلك الوقت لم يأخذ الدرجة اللائقة به من التدوين والترتيب.

### طريقة تعاملهم مع الأحاديث الموضوعة
تعامل أهل الرأي وأهل الأثر مع ظاهرة وضع الأحاديث بطريقين مختلفتين.
- أولاً، أهل الرأي: كان رد فعل أهل الرأي عموماً لظاهرة وضع الأحاديث المنسوبة كذباً إلى الرسول أن أبدوا تحفظاً في قبول أحاديث الآحاد بشكل عام، والأحاديث المرسلة بشكل خاص، ومالوا إلى ابتغاء الحلول الفقهية للمسائل المستجدّة في المبادئ المستنبطة من الآيات المتّصفة بعموم اللفظ. وانتهت هذه الطريقة تاريخياً إلى تطور آليتي القياس بمعناه الأصولي والاستحسان حتى أصبحتا نظريتين ثابتتين. وقد اشتهر فقهاء العراق خاصة بالاعتماد على العقل في طرق اجتهادهم، إلى حد أن اتّهمهم بعض فقهاء المدينة بأنّهم يفضّلون عقولهم على حديث الرسول.
- ثانياً، أهل الأثر: تعامل أهل الأثر مع ظاهرة وضع الحديث، ومع المسائل الفقهية المستجدّة بطريقة مختلفة. فقد اهتم هؤلاء بالتحقيق الدقيق في سند الحديث، وذلك بدراسة أمانة الرّواة ومراجعة سيرة حياتهم بكل عناية، وكثّفوا البحث عن أي حديث يتعلّق بلغة مباشرة أو غير مباشرة بالقضايا المستجدة التي يبحثون لها عن جواب. حتى كان أهل الأثر يفضلون الحديث الضعيف على القياس وعلى المبادئ المستنبطة من الآيات ذات الألفاظ العامة.

ولم تكن توجّهات أهل الرأي وأهل الأثر محكومة بالموضع الجغرافي فحسب، كما يعتقد بعض الباحثين. صحيح أن عامل الهجرة كان له دور في ميل الذين عاشوا في العراق نحو الرأي (وربما كان ذلك بسبب أثر علي وابن عباس كذلك)، وصحيح أن ميل من عاشوا في الحجاز أو في الشام كان نحو التمسّك بمرويات الأحاديث أياً كانت (وربما كان ذلك بسبب أثر ابن عمر وأبي هريرة كذلك). ولكن، على حين مارست مدرسة العراقيين الرأي عن طريق القياس والاستحسان، فإن مدرسة الحجاز، وخاصة فقهاء المدينة، مارسوا الرأي عن طريق ما سمّي بالمصحلة، وهو ما نراه خاصة في فقه الإمام مالك وتلاميذه. غير أن الحجازيين استخدموا المصالح المرسلة عموماً في الحالة التي يسمّونها «غياب النص»، ويعنون بهذا عدم وجود نص خاص يتناول المسألة قيد البحث. بينما يستخدم العراقيّون في هذه الحالة القياس، وتميّزوا بالاستحسان بشكل خاص في حالة وجود معنى حديث أو قياس عليه يعتبرونه «متعارضاً مع العقل». والفرق بين أهل الرأي وأهل الأثر ليس فرقاً بين «تقليديّين» و«ليبراليين» في علاقتهم مع نصوص الكتاب والسنة، وهو ما يدّعيه بعض الكتّاب المعاصرين. فمن الواضح أن كلتا الطريقتين «تقليديّتان» في كونهما مبنيّتين أصلاً على نصوص القرآن والأحاديث النبوية ولا شيء غيرهما. غير أن أهل الرأي كان تعاملهم مع النصوص أكثر «عقلانية»، بينما كان أهل الأثر أكثر «حرفيّة»؛ بمعنى أن التوجّهين يمثّلان طريقتين مختلفتين في تطبيق النصوص الشرعية على الواقع، فقط لا غير.

## آراء أهل السّنة حول أهل الحديث
يوجد رأيان مختلفان من داخل أهل السنة بخصوص أهل الحديث، ففي حين يعتبر الأشاعرة والماتريدية أن أهل الحديث هم أحد مكونات أهل السنة والذين تميزوا بالاهتمام بالحديث النبوي دون أن يكون لهم موقف مستقل في العقيدة، نجد أن السلفيين يعدون أهل الحديث أصحاب منهج مستقل في العقيدة فيرى السلفيون أن منهج أهل الحديث في الاعتقاد هو التلقي من نصوص القرآن والحديث وتقديمها على العقل وسائر النقل من أقوال أوآراء تخالف النصوص المثبتة الواضحة وهو الأمر الذي يتفقون فيه مع الأشاعرة والماتريدية، بينما يفتح مجال الاجتهاد فيما لم يثبت أو يصح فيه نص. فيرون أن «أهل الحديث والأثر» فرقة اعتقادية مستقلة خالفت أهل الكلام والرأي والنظر من أشاعرة وماتريدية وغيرهم، ورفضت الأخذ بعلومهم الكلامية والمنطقية. ويرى السلفيون أن رأيهم يوافق ما ذكره واعتمده العلماء المتقدمون عند الحديث عن «أهل الحديث والأثر»، وصنفوا الكتب في شرح معتقد هذه الطائفة وتفصيل أفكارها وآرائها (مثل أبي الحسن الأشعري في كتابيه «مقالات الإسلاميين» و«الإبانة عن أصول الديانة»، والحافظ الصابوني في كتابه «عقيدة السلف أصحاب الحديث»، والحافظ أبو بكر الإسماعيلي في كتابه «اعتقاد أئمة الحديث»، وغيرهم).
وأغلب الآراء التي ذهبت إلى عدم وجود منهج مستقل في العقيدة لأهل الحديث صدرت من علماء أهل السنة والجماعة الأشاعرة والماتريدية كأبي عبد الله البكي ومرتضى الزبيدي بالإضافة إلى جانب من علماء الحنابلة منهم: القاضي أبو يعلى الفرا وابن صوفان القدومي الحنبلي والسفاريني الحنبلي، ويؤكدون على هذا الأمر حينما اعتبرت بعض مصادرهم أن الأشاعرة والماتريدية هم قسم من «أهل الحديث والأثر» اعتنى بالعلوم الكلامية مثل: علاّمة الكويت عبد الله بن خلف الدحيان ومحمد زاهد الكوثري ووهبي غاوجي، وفوزي العنجري وحمد السنان، وقد أشار إلى هذا الأمر ابن حزم حينما عدّ أبو الحسن الأشعري من متكلمي أهل الحديث، وبينما يعتبر السلفيون أن الأشعري هو من رموزهم فإن ابن تيمية بدوره يعده من متكلمي أهل الحديث ومن أبرز أئمة أهل الحديث المتكلمين ابن الجوزي والبخاري، ويعد الأشاعرةُ أئمةَ أهل الحديث كأحمد بن حنبل على ذات العقيدة الجامعة لأهل السنة والجماعة دون أن يكون لهم منهج مستقل في ذلك ومن الأئمة القائلين بهذا الرأي: ابن عساكر والبيهقي وتاج الدين السبكي وعبد القاهر البغدادي.

## تاريخهم

### النشأة
التسمية بأهل الحديث أو أهل السنة والجماعة نشأت على يد الإمام أحمد بن حنبل إمام أهل السنة، وذلك حينما ظهرت فتنة خلق القرآن، فثبت فيها الإمام أحمد وأتباعه أصحاب الحديث.، فارتبط المصطلحان أهل السنة والجماعة وأهل الحديث.
وأحمد بن حنبل هو إمام معتمد ومرجع أساس عند كل أهل السنة والجماعة باختلاف مشاربهم سواءّ كانوا حنابلة أثرية أو مالكية وشافعية أشاعرة أو حنفية ماتردية. لكن هناك اختلاف بين المنتسبين لأهل السنة حول تفسير توجهات ابن حنبل، واختلافات أخرى حول صحة بعض الأقوال المنسوبة إليه، فبينما يرى الكثير من جماعة السلفية أن الإمام أحمد بن حنبل هو المؤسس الحقيقي لمنهجهم، وأن الإمام أحمد على خلاف حاد مع متكلمي أهل الحديث، وأن السلفية هم الاستمرار التاريخي لمنهج إمام أهل الحديث أحمد بن حنبل. في المقابل يرى بقية أهل السنة والجماعة وأغلبهم من الأشاعرة والماتردية وجانب من الحنابلة بعدم صحة الكثير من النقولات التي رُويت عن الإمام أحمد بن حنبل، والتي اعتمد عليها السلفيون في تحديد معالم منهجهم، كما يرى هؤلاء أن نشأة أهل الحديث مرتبطة بنشأة أهل السنة، وأن المصطلحان استخدما في أحيان كثيرة للدلالة على العقيدة الجامعة للأثرية والأشاعرة والماتردية، ويرون أن الخلاف التي حدث بين ابن حنبل وبعض المتكلمين من أهل السنة، هو خلاف لا ينقص من صحة معتقد أحدهما.

### مؤسسو المنهج
يعتقد أهل الحديث أنهم أتباع للمدرسة التي أسسها أئمة وعلماء السلف الصالح وأرسوا أصولها. فهم لذلك يعدون السلف الصالح كمؤسسين لمدرستهم الاعتقادية الفقهية لكل أهل السنة والجماعة. ومن أبرز هؤلاء:
- من طبقة الصحابة: الخلفاء الراشدون والزبير وطلحة وسعد وسعيد وعبد الرحمن بن عوف وأبي عبيدة بن الجراح وابن مسعود وأبي بن كعب وسعد بن معاذ وبلال بن رباح وزيد بن ثابت وعائشة وأبي هريرة وعبد الله بن عمرو بن العاص وابن عمر وابن عباس وأبي موسى الأشعري.
- من طبقة التابعين: مسروق بن الأجدع وابن المسيب وأبي العالية وقيس بن أبي حازم وإبراهيم النخعي وأبي الشعثاء والحسن البصري وابن سيرين وسعيد بن جبير وطاوس والأعرج وعبيد الله بن عبد الله بن عتبة وعروة بن الزبير وعطاء بن أبي رباح وعطاء بن يسار والقاسم بن محمد والزهري ومنصور بن المعتمر ويزيد بن أبي حبيب وأيوب السختياني ويحيى بن سعيد وسليمان التيمي وجعفر بن محمد وعبد الله بن عون وسعيد بن أبي عروبة وابن جريج وهشام الدستوائي
- من طبقة تابعي التابعين: الأوزاعي والثوري وشعبة بن الحجاج وحماد بن سلمة وحماد بن زيد وسفيان بن عيينة وعبد الله بن المبارك ووكيع بن الجراح وأبي داود الطيالسي وسعيد بن منصور وعبد الرزاق بن همام وإسحاق بن راهوية وأبي بكر بن أبي شيبة وعلي بن المديني ومسدد بن مسرهد وهشام بن عمار ويحيى بن معين ويحيى بن يحيى النيسابوري. ومالك والشافعي وأحمد بن حنبل وداود بن علي.
- وممن تلوهم: البخاري ومسلم وأبوداود والترمذي وابن ماجة والنسائي والدارمي والطبري والطبراني وابن مردويه وابن حبان.

وهؤلاء الأئمة مجمع على إمامتهم وتقديمهم بين جميع مدارس أهل السنة والجماعة بلا خلاف. وجميعهم ينتسبون إلى هؤلاء الأئمة كل بحسب فهمه ومشربه سواءّ كانوا أشاعرةً أو ماترديةً أو حنابلة أثرية.

### الانتشار
تبلور مصطلح «أهل الحديث» أو «أهل السنة» على يد الإمام أحمد بن حنبل. ففي عهد الخليفة العباسي المأمون بدأ بروز فرقة المعتزلة وتقلدهم المناصب المرموقة في الدولة، وأحدثوا ما أسماه أهل السنة بفتنة خلق القرآن، وتسببوا في إيقاع الأذى بكل من خالفهم رأيهم. وكان أشد المعارضين لهم هم «أهل الحديث» وعلى رأسهم الإمام أحمد بن حنبل، الذي خالفهم وأظهر معارضتهم ونال بسبب ذلك أذىً عظيماً. وانتهى هذا النزاع حين تولى الخليفة المتوكل أمر الخلافة وأطلق سراح ابن حنبل من حبسه ودفع الأذى عن أصحابه، ورفع شأنهم ومنزلتهم في دولته، وانتصر لمنهجهم ومعتقدهم. وكانت نقطة التحول الكبيرة في الصراع بين أهل الحديث والمعتزلة هي مواجهة أبو الحسن الأشعري للمعتزلة، والتفاف أهل الحديث حوله باعتباره أقوى معبر عن عقائد أهل السنة في مواجهة المعتزلة وغيرها من الفرق التي اعتبرها كل أهل السنة مخالفة للعقيدة الصحيحة للإسلام، وفي عهد دولة السلاجقة وبالتحديد في عهد وزارة نظام الملك الذي ازدهر في عهده تعليم عقيدة أهل السنة وفق المنهج الأشعري، حيث بنى له المدرسة النظامية في بغداد، ومدرسة نيسابور النظامية.، وأصبحت العقيدة الرسمية لدولة الخلافة العباسية حيث نشر الخليفة القادر مرسوماً بالاعتقاد الرسمي للدولة عرف باسم «العقيدة القادرية»، وبقي العمل بها حتى سقوط دولة الخلافة العباسية على يد المغول.
ومع ظهور الضعف والتفكك على دولة الخلافة العباسية، ثم انهيارها بعد سقوط عاصمتها بغداد في أيدي المغول، أخذت عقائد أهل السنة من أهل الكلام (خصوصاً العقيدة الأشعرية) في الانتشار أكثر. وساعد على ذلك أن السلطان صلاح الدين الأيوبي حين تغلب على دولة الفاطميين في مصر قام بالقضاء على تواجد العقيدة الإسماعيلية الشيعية المفروضة من الفاطميين، وصار معتقد أهل السنة والجماعة على منهج الأشاعرة -والذي كان سائداً ومنتشراً في ذلك الوقت- هو معتقد الدولة الرسمي. ثم تبعه على ذلك سائر سلاطين الأيوبيين والمماليك.
وبينما يرى أهل السنة من غالبية الأشاعرة والماتردية وقسم من الحنابلة أن انتشار منهجهم يعني انتشار منهج أهل الحديث، فهم يرون أن المصصلحان مترادفان، وأنهم فقط تميزوا عن بعض أهل الحديث من الأثرية باستعمالهم علم الكلام، يرى السلفيون في ذلك ضعفًا في انتشار منهجهم أمام الأشاعرة والماتردية، لكنهم يرون أن ثمة معاقل للسلفية بقيت حتى يومنا هذا، حيث يقدّم السلفيون أنفسهم على أنهم امتداد لمدرسة الحديث في المشرق الإسلامي؛ ويرون أن معاقلهم تلك كانت خصوصاً في شبه الجزيرة العربية، وكذلك مدارس الحنابلة بالشام، والسلفية في العراق ومصر والسودان، وأهل الحديث في شبه القارة الهندية.
أما في المغرب الإسلامي، فهناك اختلاف في تفسير الوقائع التاريخية بين السلفيين من جهة وبين الأشاعرة والماتريدية من جهة أخرى، فالسلفيون يرون أن المغرب الإسلامي كان على معتقد أهل الحديث (وفق الرؤية السلفية لنشأة منهج أهل الحديث) وأنه كان سائدًا حتى زمن دولة المرابطين الذين أظهروا هذا المعتقد وحاربوا الفرق والعقائد الكلامية ثم خرج عليهم محمد بن تومرت داعياً إلى المعتقد الأشعري، وكفر المرابطين بدعوى أنهم مجسمة ومشبهة، وسمى أتباعه الموحدين تعريضاً بهم، واستباح بذلك دماءهم وأموالهم وأعراضهم، حتى قضى أتباعه من بعده على دولة المرابطين وأسسوا دولة الموحدين على أنقاضها متبنين منهج الأشاعرة، وظل المعتقد الأشعري هو السائد عندهم حتى يومنا هذا.
ولا ينكر السلفيون حقيقة وجود علماء من كبار الأشاعرة بالمغرب في زمن المرابطين مثل ابن رشد الجد وأبو بكر بن العربي والقاضي عياض. ولكنهم يعتبرون أن التواجد الأشعري في ذلك الزمن لم تتبناه دولة المرابطين، حيث أنهم يعتبرون المرابطين يتبعون منهج السلفيين ويدعمونهم. كما ظهرت حركات دعوية في المغرب الإسلامي نهجت النهج السلفي؛ مثل حركة الإمام عبد الحميد بن باديس الإصلاحية.
أما الأشاعرة الماتردية فيرون أن عقيدة أهل السنة التي كانت منتشرة في زمن المرابطين لم تكن وفق المنهج الذي تتبعه جماعة السلفية اليوم، وإنما كان المغرب الإسلامي على معتقد أهل السنة المفوّضة، وهو أحد الاتجاهيين الرئيسيين في منهج الأشاعرة، ويرون أن سبب تأسيس دولة المرابطين يعود إلى رغبة أبو عمران الفاسي «المؤسس الروحي لدولة المرابطين» في نشر المنهج الأشعري بحذافيره في الغرب بعد أن انتشر في الشرق، حيث أن الغرب الإسلامي لم يشهد صراعًا فلسفيًا يعتمد على الحجج والبراهين العقلية كما شهد الشرق، لكن المغاربة ومن بينهم أبو عمران الفاسي الذين تتلمذوا في الشرق على أعلام أهل السنة الأشاعرة كأبو بكر الباقلاني، بعد أن رأوا ضراوة الصراع الفكري في الشرق، آثروا نقل المنهج الأشعري بما يحمله من استخدام كبير لعلم الكلام، الأمر الذي عدّوه تحصينًا رادعًا في مواجهة الفرق المخالفة لمعتقد أهل السنة. ويروي الكثير من المؤرخين أن ثمة معطيات تاريخية حالت دون نشر المرابطين للمنهج الأشعري كاملاً كما اعتمده علماء أهل الحديث في الشرق، من بينها قصر عمر دولة المرابطين وعدم استقرارها السياسي، ورغبة طبقة من العلماء المالكية في الحفاظ على نفوذهم في مواجهة المنهج الوافد من الشرق. ويرى هؤلاء المؤرخون أن ابن تومرت استغل تعصب هؤلاء العلماء المتنفذين وضرب على الوتر الديني، متذرعًا بحجج دينية مثل تسمية أتباعه بالموحدين للحصول على مكاسب سياسية، ويرون أن موقف بعض علماء الأشاعرة كأبي الوليد الباجي وأبو بكر بن العربي عندما رفضوا التعامل مع ابن تومرت وأتباعه بعد سقوط الدولة المرابطية يؤكد على الطبيعة السياسية لا المذهبية للصراع. ومن ثم فإن الكثير من المصادر تشير إلى أن المنهج الذي انتشر بشكل واسع بعد سقوط الدولة المرابطية هو عين المنهج الذي سعى له المرابطون منذ البدء وعينوا بعض العلماء في مناصب عليا للمساعدة في نشره وللتقليل من شأن العلماء التقليديين، وأن الصراع بين المرابطين والموحدين كان صراعًا سياسيًا بامتياز وليس دينيًا.
ولم يتوقف المغرب الإسلامي عن نشر عقيدة أهل السنة الأشاعرة التي يرى علمائها أنها تستمد منهجها من أئمة أهل الحديث كأحمد بن حنبل والبخاري، حيث كانت جامعات مثل القرويين بفاس وجامع الزيتونة بتونس هي أهم المراكز العلمية التي ساهمت في ذلك.

## أفكار ومعتقدات

### التوحيد
أهل الحديث يؤمنون بوحدانية الله وأحديته. ويؤمنون بأن الله هو رب هذا الكون وخالقه. ويؤمنون بأن لله أسماء وصفات أثبتها لنفسه في القرآن وفي سنة نبيه؛ فيثبتون لله كل ما أثبته لنفسه في القرآن والسنة الصحيحة من الأسماء والصفات. ويوجبون الإيمان بها كلها، وإمرارها على ظاهرها معرضين فيها عن التأويل، مجتنبين عن التشبيه، معتقدين أن الله لا يشبه شيءٌ من صفاته صفاتِ الخلق، كما لا تشبه ذاتُه ذوات الخلق، كما ورد في القرآن: ﴿لَيْسَ كَمِثْلِهِ شَيْءٌ وَهُوَ السَّمِيعُ الْبَصِيرُ ۝١١﴾ [الشورى:11]. وعلى هذا مضى سلف الأمة، وعلماء السنة، تلقوها جميعًا بالإيمان والقبول، وتجنبوا فيها عن التمثيل والتأويل، ووكلوا العلم فيها إلى الله.
كما يعتقدون أن الله وحده هو المستحق للعبادة، فلا تصرف العبادة إلا لله. ويوجبون على العباد أن يتخذوا الله محبوباً مألوهاً ويفردونه بالحب والخوف والرجاء والإخبات والتوبة والنذر والطاعة والطلب والتوكل، ونحو هذا من العبادات. وأن حقيقة التوحيد أن ترى الأمور كلها من الله رؤية تقطع الالتفات إلى الأسباب والوسائط، فلا ترى الخير والشر إلا منه. وأن من صرف شيئاً من العبادة لغير الله، متخذاً من الخلق أنداداً وسائطاً وشفعاءً بينه وبين الله، فذلك هو الشرك.

### القدر
يؤمن أهل الحديث بالقدر خيره وشره، ويؤمنون به على جميع مراتبه، وهي:
- العلم: فيؤمنون أن لله علماً أزلياً أحاط بكل شيء. فالله علم ما كان، وعلم ما سيكون، وعلم ما لم يكن لوكان كيف يكون.
- الكتاب: ويؤمنون أن الله أول ما خلق، خلق القلم، فأمره أن يكتب مقادير الخلائق حتى تقوم الساعة، فكتبها القلم في اللوح المحفوظ.
- المشيئة: ويؤمنون أن لله مشيئة نافذة، فما شاء الله كان، وما لم يشأ لم يكن. ولا يحدث شيء صغير أو كبير إلا بمشيئته سبحانه. وهم يفرقون في ذلك بين الإرادة الكونية و الإرادة الشرعية فما أراده الله كوناً خلقه خيراً كان أوشراً، وما أراده شرعاً أمر به عباده ودعاهم إليه، فعلوه أولم يفعلوه.
- الخلق: فما أراده الله خلقه في أجل معلوم. ومن أهل الحديث من قالوا أن الفرق بين القضاء والقدر هو الخلق، فإذا علم الله أمراً فكتبه وجرت به مشيئته فذلك هو القدر، حتى إذا خلقه الله فذلك هو القضاء.

### الإيمان
يؤمن أهل الحديث أن الإيمان قول باللسان، وإخلاص بالقلب، وعمل بالجوارح. ويزيد بزيادة الأعمال، وينقص بنقصانها. ولا يكمل قول الإيمان إلا بالعمل، ولا قول ولا عمل إلا بنية، ولا قول ولا عمل ولا نية إلا بموافقة السنة، وأنه لا يكفر أحد بذنب من أهل القبلة.
وهم متفقون على أن للإيمان أصل وفروع، وأن الإيمان لا يزول إلا بزوال أصله. لذا فهم لا يكفرون أحداً من أهل القبلة بذنب ولا معصية، إلا أن يزول أصل الإيمان. ولا يوجبون العذاب ولا الثواب لشخص معين إلا بدليل خاص.

### الصحابة
أهل الحديث يحبون ويتولون صحابة محمد وأهل بيته وأزواجه أجمعين. ويؤمنون بفضائلهم ومناقبهم التي ثبتت لهم في القرآن والسنة. ويؤمنون أن أفضل الصحابة هو أبوبكر ثم عمر ثم عثمان ثم علي ثم باقي العشرة المبشرون بالجنة. ويؤمنون أن أزواجه هن أمهات المؤمنين، وهن أزواجه في الآخرة، خصوصاً خديجة بنت خويلد وعائشة بنت أبي بكر.
وهم لا يؤمنون بعصمة أحد من الصحابة بعينه، بل تجوز عليهم الذنوب. ويعتقدون بعصمة إجماعهم فقط. ويسكتون عما شجر بينهم، وأنهم فيه مجتهدون معذورون، إما مخطئون وإما مصيبون. وهم بالجملة خير البشر بعد الأنبياء.

### موقفهم من أهل البدع
البدعة هي طريقة في الدين مخترعة تضاهي الطريقة الشرعية، ويقصد بالسلوك عليها المبالغة في التعبد لله سبحانه. ومن معالم عقيدة أهل الحديث كراهيتهم للبدع وأهلها. فأهل الحديث يبغضون أهل البدع الذين أحدثوا في الدين ما ليس منه، ولا يحبونهم ولا يصحبونهم. ويحذرون منهم ومن بدعهم، ولا يألون جهداً في نصحهم وزجرهم عن بدعهم.

## أشعار في مدح أهل الحديث
قال أبو المرهف النميري:
وقال:
قال ابن حجر:
وقال السيوطي: